# Alexander Eisenmann
Alexander Eisenmann (Stuttgart, 27 de març de 1875 - ?) fou un músic alemany. Estudià el violí i composició musical en l'Escola de Música de la seva vila natal. El 1912 fou nomenat professor de violí del Conservatori de Stuttgart i posteriorment d'història de la música del mateix establiment docent. A les seves activitats de crític musical uní els càrrecs de professor de música de la Volkshochschule i de bibliotecari de la Biblioteca Musical de Stuttgart. Va publicar les següents obres teòriques:
- Sammlung von Vortragstücken für die Violine;
- Elementartechnik des musikalischen Vortrag;
- Musikalische Unterrichsstunden;
- Neues Opernbuch.